# United Microelectronics Corporation
United Microelectronics Corporation (connue sous son acronyme UMC) est une société taïwanaise basée à Hsinchu, Taïwan. Fondée en 1980, elle fut la première entreprise de semi-conducteurs du pays issue de la scission de l'Institut technologique de recherche industrielle (ITRI) parrainé par le gouvernement.
UMC est surtout connue pour ses activités de fabrication de circuits intégrés pour des sociétés ne disposant pas d'usine. Elle compte trois sites de production : un à Taïwan, un à Singapour et l'autre en Chine. En 2009, elle employait plus de 12 000 salariés.
UMC est cotée à la bourse de New York (NYSE) sous le symbole « UMC » et à la bourse de Taïwan sous le numéro 2303.
En juillet 2018, UMC gagne un procès en Chine pour violation de propriété intellectuelle l'opposant à l'entreprise américaine Micron Technology, interdisant la commercialisation sur le sol chinois de vingt-six produits de cette dernière. Dans le contexte de tension commerciale accrue entre la Chine et les États-Unis, cette décision sera considérée par certains médias comme une contre-attaque chinoise aux mesures douanières américaines.

## Histoire
Après le choc pétrolier de 1973 le ministre de l'économie de Taïwan, Sun Yun-suan, décide de développer l'industrie des semi-conducteurs avec la création de l'Industrial Technology Research Institute (en) (ITRI) avec l'aide de taïwanais travaillant aux États-Unis. En 1980, une première société de semi-conducteurs émanant de l'ITRI est fondée par décision du gouvernement : United Microelectronics Corporation. La société récupère du matériel de production de puces (technologie CMOS 5 µm) et du personnel de l'ERSO (Electronics Research and Service Organization), laboratoire de l'ITRI spécialisé dans les semi-conducteurs,. Robert Tsao, membre de l'ERSO rejoindra UMC à la fin de l'année 1981 avant de devenir directeur en mars 1982 à la suite de Chuan-Yuan Du.
Pendant plusieurs années UMC produit des circuits de conception interne ou à la suite de commandes, notamment pour des montres électroniques à ses débuts. En 1983, la société se met à produire des puces pour téléphones, fabriqués notamment à Taïwan. Mais après 1984 la demande s'écroule et Robert Tsao doit trouver de nouvelles perspectives pour développer l'entreprise,.

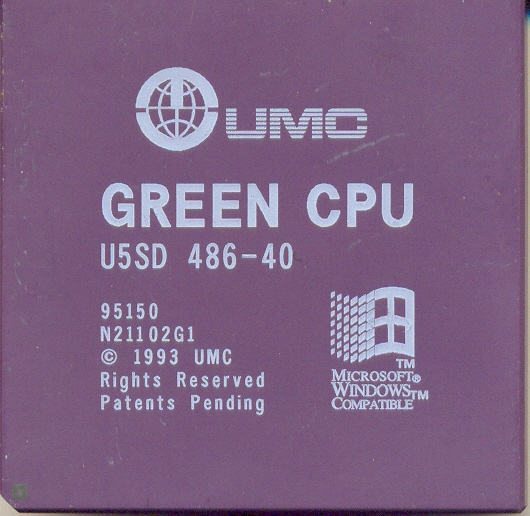
Processeur UMC Green CPU

Cette perspective est de se focaliser uniquement sur la fabrication des wafers et de ne plus concevoir les puces. En 1985 Morris Chang est à la tête de l'ITRI, il deviendra le fondateur de TSMC deux ans plus tard. Il y a une bataille entre les deux hommes pour savoir qui a eu l'idée en premier. Morris Chang étant à la tête de l'ITRI et ayant l'appui du ministre de l'économie, il réussit à convaincre de la nécessité de la création d'une société spécialisée plutôt que de financer UMC. C'est ainsi que TSMC est fondée en 1987 tandis qu'UMC se voit refuser l'aide du gouvernement taïwanais pour réaliser des investissements,,.
À la suite de ce refus UMC continue la production de composants conçus en interne et se spécialise dans les composants pour ordinateurs. La société a notamment sorti un processeur compatible x86 au début des années 1990, l'UMC Green CPU (en).
UMC est introduite à la bourse de Taïwan en 1985 sous le numéro 2303.

### 1995: Changement de modèle
C'est finalement en 1995 que la société change de modèle pour devenir un pure player comme TSMC. Pour ce faire, UMC créé des coentreprises avec
des sociétés de design fabless qui permettront d'avoir les financements nécessaires à la création d'usines de fabrication. C'est ainsi que trois usines sont construites dans la période 1995-1998, :
- United Silicon Inc. (USIC), coentreprise avec Xilinx, Cirrus Logic et Alliance Semiconductor. À l'origine de l'actuelle Fab 8C construite en 1998
- United Integrated Circuits Corp (UICC), coentreprise avec ATI, ESS Technology, Oak Technologies, ISSI, Lattice Semiconductor, Trident Microsystems et Opti. À l'origine de l'actuelle Fab 8D, détruite par un incendie en 1997, elle sera mise en service en 2000
- United Semiconductor Corporation (USC), coentreprise avec Alliance Semiconductor et S3. À l'origine de la Fab 8B en 1996

En parallèle de la création de ces coentreprises, UMC vend ou rend indépendante ses filiales de conception pour se recentrer entièrement sur la fabrication de semi-conducteurs, :
- ITE (Integrated Technology Express) en 1996, issue de la division des produits informatiques[15]
- Davicom en 1996, issue des produits de communication[16]
- Novatek en 1997, issue des produits liés aux écrans LCD
- AMIC en 1997, issue de la division des composants mémoire[17]
- MediaTek en 1997, issue des produits pour lecteurs de disques optiques pour ordinateurs et chaîne hi-fi[18]

À partir de 1999, UMC commence à racheter les parts des autres sociétés dans les coentreprises créées. Ce processus se termine au début de l'an 2000,.

### Affaire Hejian Technology
TSMC et UMC n'étaient pas très intéressées par investir en Chine avant les années 2000. Mais en l'an 2000, deux fonderies de semiconducteurs sont créées en Chine : SMIC et Grace Semiconductor. Cela force les deux fonderies taïwanaises à s'intéresser à de potentiels concurrents chinois.
En novembre 2001 la fonderie Hejian Technology est créée en Chine par deux anciens dirigeants d'UMC à la retraite et avec l'aide d'UMC. Elle établit une usine de production de wafers de 200 mm à Suzhou.
En 2005 une enquête est lancée par le gouvernement taïwanais sur le fait qu'UMC aurait réalisé un investissement dans Hejian Technology sans l'accord des autorités, des perquisitions ont eu lieu dans les bureaux d'UMC en février 2005,. En effet les fonderies taïwanaises devaient avoir l'accord du gouvernement pour ouvrir ou investir dans des usines de fabrication utilisant des wafers de 200 mm en Chine.
Robert Tsao, président d'UMC, a reconnu qu'UMC avait apporté une aide à la gestion d'Hejian. Cette dernière propose alors à UMC d'acquérir 15% de son capital en compensation,.
En avril 2005 et en parallèle du volet judiciaire le régulateur de la bourse taïwanaise inflige au président d'UMC, Robert Tsao, une amende de 3 millions de dollars (NT$) pour ne pas avoir dévoilé entièrement les liens entre UMC et Hejian. Robert Tsao conteste l'amende qui sera annulée par une décision d'un tribunal administratif en décembre 2007, décision confirmée en appel en novembre 2009.
En janvier 2006 Robert Tsao et le vice-président d'UMC, John Hsuan, démissionnent et demandent aux autorités taïwanaises d'accélérer l'enquête. Les deux hommes continuent néanmoins à siéger au conseil d'administration.
En novembre 2007, le tribunal d'Hinshu déclare Robert Tsao non coupable dans l'enquête concernant Hejian. À la suite de l'appel interjeté par le procureur, un second procès en septembre 2010 confirme le premier jugement et met un terme à cette affaire judiciaire.

## Sites de production

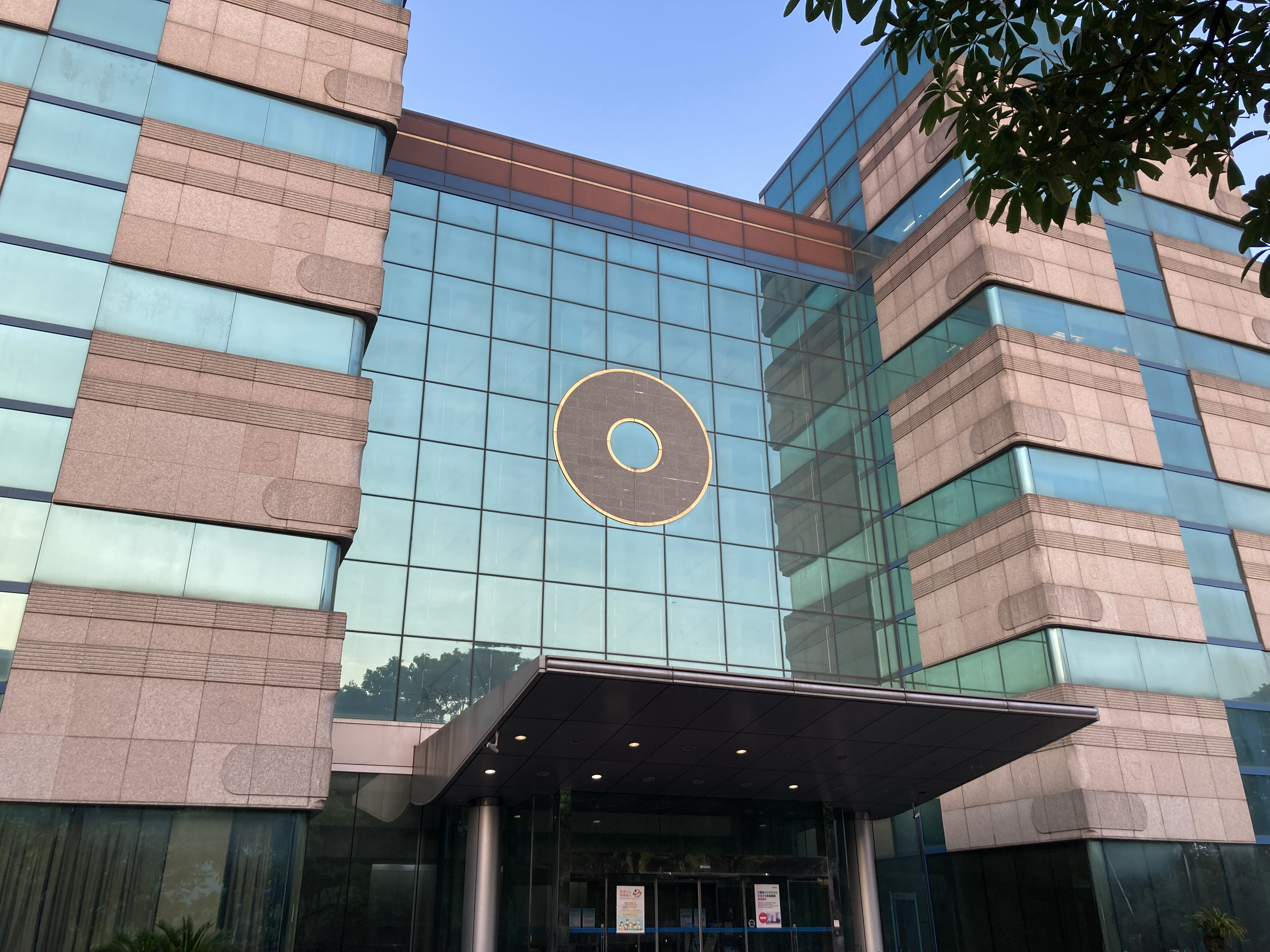
Fab 8AB

En 2021, les sites de production sont essentiellement situés à Taiwan :
- Une usine utilisant des wafers de 300 mm : Fab 12A (Tainan)
- Six sites utilisant des wafers de 200 mm : Fab 8A, 8C, 8D, 8E, 8F, 8S (Hsinchu)
- Une usine utilisant des wafers de 150 mm : Wavetek (Hsinchu)

Les autres sites sont situés en Chine, au Japon et à Singapour :
- Une usine utilisant des wafers de 200 mm : Fab 8N (Suzhou, Chine)
- Trois usines utilisant des wafers de 300 mm : Fab 12i (Singapour), Fab 12X (Xiamen, Chine), Fab 12M (Mie, Japon)

| Nom     | Ouverture | Localisation | Taille wafer     | Taille gravure minimale (2020) | Remarque |
| ------- | --------- | ------------ | ---------------- | ------------------------------ | -------- |
| Wavetek | 1989      | Taïwan       | 150 mm (6-inch)  | 450 nm                         |          |
| Fab 8AB | 1995      | Taïwan       | 200 mm (8-inch)  | 250 nm                         |          |
| Fab 8C  | 1998      | Taïwan       | 200 mm (8-inch)  | 110 nm                         |          |
| Fab 8D  | 2000      | Taïwan       | 200 mm (8-inch)  | 90 nm                          |          |
| Fab 8E  | 1998      | Taïwan       | 200 mm (8-inch)  | 150 nm                         |          |
| Fab 8F  | 2000      | Taïwan       | 200 mm (8-inch)  | 110 nm                         |          |
| Fab 8S  | 2000      | Taïwan       | 200 mm (8-inch)  | 110 nm                         |          |
| Fab 8N  | 2003      | Chine        | 200 mm (8-inch)  | 110 nm                         |          |
| Fab 12A | 2002      | Taïwan       | 300 mm (12-inch) | 14 nm                          |          |
| Fab 12i | 2004      | Singapour    | 300 mm (12-inch) | 40 nm                          |          |
| Fab 12X | 2016      | Chine        | 300 mm (12-inch) | 28 nm                          |          |
| Fab 12M | 2005      | Japon        | 300 mm (12-inch) | 40 nm                          |          |

## Actionnaires
Liste des principaux actionnaires au 6 février 2022.
| Nom                                          | Actions     | %     |
| -------------------------------------------- | ----------- | ----- |
| Hsieh Yung Investment Co. Ltd.               | 441 371 000 | 3,54% |
| Silicon Integrated Systems Corp.             | 285 380 424 | 2,29% |
| The Vanguard Group, Inc.                     | 284 461 077 | 2,28% |
| Morgan Stanley Investment Management Ltd.    | 221 025 750 | 1,77% |
| Norges Bank Investment Management            | 186 015 599 | 1,49% |
| Dimensional Fund Advisors LP                 | 101 869 894 | 0,82% |
| AllianceBernstein LP                         | 94 960 700  | 0,76% |
| Yuanta Securities Investment Trust Co., Ltd. | 92 852 998  | 0,74% |
| BlackRock Advisors (UK) Ltd.                 | 76 282 222  | 0,61% |
| Fidelity Management & Research Co. LLC       | 75 067 031  | 0,60% |

## Résultats et parts de marché

### Chiffre d'affaires
Les règles de reporting financier aux États-Unis sont utilisées puis les règles IFRS à partir de 2013 :
| Année | Chiffre d'affaires (en milliards de NT$) | Chiffre d'affaires (en milliards de US$) | Résultat net (en milliards de NT$) | Résultat net (en millions de US$) | Effectifs |
| ----- | ---------------------------------------- | ---------------------------------------- | ---------------------------------- | --------------------------------- | --------- |
| 1998  | 18,8                                     |                                          | -69                                |                                   |           |
| 1999  | 33,7                                     |                                          | 4,7                                |                                   |           |
| 2000  | 115,6                                    |                                          | 27,1                               |                                   |           |
| 2001  | 69,8                                     |                                          | -23,2                              |                                   |           |
| 2002  | 75,4                                     | 2,2                                      | 0,294                              | 8                                 |           |
| 2003  | 95,7                                     | 2,8                                      | 12,3                               | 308                               | 8649      |
| 2004  | 129,2                                    | 4,1                                      | -14,2                              | -449                              |           |
| 2005  | 100,3                                    | 3,1                                      | -15,7                              | -478                              | 12068     |
| 2006  | 112,0                                    | 3,4                                      | 21,8                               | 669                               | 13265     |
| 2007  | 113,3                                    | 3,5                                      | -9,3                               | -286                              | 13720     |
| 2008  | 96,8                                     | 3,0                                      | -29,6                              | -884                              | 11704     |
| 2009  | 91,4                                     | 2,9                                      | 0,364                              | 11                                | 12334     |
| 2010  | 126,4                                    | 4,3                                      | 23,5                               | 808                               | 13671     |
| 2011  | 116,7                                    | 3,9                                      | 6,6                                | 218                               | 13499     |
| 2012  | 115,7                                    | 4,0                                      | 4,1                                | 107                               | 15624     |
| 2013  | 123,8                                    | 4,2                                      | 12,1                               | 405                               | 17784     |
| 2014  | 140,0                                    | 4,4                                      | 10,4                               | 331                               | 18623     |
| 2015  | 144,8                                    | 4,4                                      | 12,6                               | 386                               | 18389     |
| 2016  | 147,9                                    | 4,6                                      | 4,2                                | 129                               | 19539     |
| 2017  | 149,3                                    | 5,0                                      | 6,7                                | 225                               | 20076     |
| 2018  | 151,3                                    | 5,4                                      | 3,2                                | 115                               | 19929     |
| 2019  | 148,2                                    | 5,3                                      | 4,6                                | 165                               | 19577     |
| 2020  | 176,8                                    | 6,3                                      | 20,9                               | 743                               | 19386     |

### Concurrence
| Société                              | Pays         | Capacité |
| ------------------------------------ | ------------ | -------- |
| TSMC                                 | Taïwan       | 28%      |
| UMC                                  | Taïwan       | 13%      |
| SMIC                                 | Chine        | 11%      |
| Samsung                              | Corée du Sud | 10%      |
| Global Foundries                     | États-Unis   | 7%       |
| Hua Hong Semiconductor               | Chine        | 6%       |
| Vanguard International Semiconductor | Taïwan       | 6%       |
| Powerchip                            | Taïwan       | 6%       |
| Tower Semiconductor                  | Israël       | 5%       |
| Autres                               |              | 8%       |